# 杉崎弥重郎
杉崎 弥重郎（すぎさき やじゅうろう、1922年 - 2017年）は、日本の実業家。

## 経歴
1922年、千葉県野田町（現野田市）に名門・石屋家業の長男として生まれる。
1942年ほどなく召集され中国大陸を転戦し、1945年に満州で駐屯していた。満州帝国がソビエト軍に侵攻された8月、
奇跡的に朝鮮国境近くにいたことで 生家へ生還する。
焼け跡の中、復員後に小さな店を興し商売を始め、瓶の王冠を日夜研究、野田クラウン工業株式会社を創業し、代表取締役社長に就任。瓶やチューブ、ペットボトル等の新型キャップの研究開発に努めた。
ガレージから一代で高度成長の波に乗り野田クラウン工業を育て上げた。2017年に逝去（享年95）。